# Galeus longirostris
Galeus longirostris är en hajart som beskrevs av Tachikawa och Taniuchi 1987. Galeus longirostris ingår i släktet Galeus och familjen rödhajar. IUCN kategoriserar arten globalt som otillräckligt studerad. Inga underarter finns listade i Catalogue of Life.